# (35875) 1999 JP73
1999 JP73 (asteroide 35875) é um asteroide da cintura principal. Possui uma excentricidade de 0.14776730 e uma inclinação de 6.98223º.
Este asteroide foi descoberto no dia 12 de maio de 1999 por LINEAR em Socorro.